# Caribbean Basketball
Caribbean Basketball es un club de baloncesto profesional de Colombia. Fue fundado en 2018 y participa en la Liga Profesional de Baloncesto.

## Historia
Se fundó bajo el nombre de San Andrés Warriors para cubrir el cupo que deja el equipo de Búcaros por problemas económicos. Debutó en 2018 en la Liga Colombiana de Baloncesto como subcampeón ante Titanes de Barranquilla.
Entre 2020 y 2021 el club firmó un acuerdo con Cimarrones del Chocó que jugó durante dos semestres y permitir el retorno de nuevo nombre del club Caribbean Storm Islands.
Ese mismo año retornó en la liga del Baloncesto logrando el subcampeón en segundo semestre de 2022 ante Titanes, en 2023 por primera vez es campeón al vencer a Titanes en la Liga del Baloncesto Colombiano.
En 2024-I cambió su denominación a Caribbean Storm Llaneros para jugar en condición de local en Villavicencio.
En 2024-II llegó a la ciudad de Armenia bajo el nombre de Caribbean Storm Coffee.
En 2025-I volvió a su denominación de Caribbean Storm' para disputar la Liga Profesional de Baloncesto en Santa Marta.

## Palmarés
- Liga Profesional de Baloncesto (1): Campeón  2023-I
- Liga Profesional de Baloncesto (2): Subcampeón 2018, 2022-II